# Dance Pretty Lady
Dance Pretty Lady é um filme de drama britânico de 1932, dirigido por Anthony Asquith, estrelado por Ann Casson, Carl Harbord, Michael Hogan, Moore Marriott e Flora Robson. Foi baseado em um romance de Compton Mackenzie.

## Sinopse
Uma dançarina de balé começa o romance com um artista rico durante a era eduardiana, num contexto de forte desaprovação.